# Alistair Donohoe
Alistair Donohoe (nascido em 3 de março de 1995) é um ciclista paralímpico australiano. Representou Austrália no ciclismo dos Jogos Paralímpicos de Verão de 2016, realizados no Rio de Janeiro, Brasil, onde obteve duas medalhas de prata ao disputar as provas perseguição individual - C4, estrada contrarrelógio - C4.